# La cambiale
La cambialeé um filme italiano de 1959, dirigido por Camillo Mastrocinque.

## Sinopse
O commendator Bruscatelli (Aroldo Tieri), antes de ser detido, deixa aos primos Posalaquaglia (Totò e Peppino De Filippo, uma letra, que eles passam a Temistocle Bisogni (Luigi Pavese) em compensação dos danos que ambos fizeram na sua tabacaria. A letra protestada passa de mão em mão e acaba de novo nas mãos de Bisogni que a passa aos Posalaquaglia a troco de um falso testemunho. Descobertos, os dois são presos e encontram na cadeia a Bruscatelli, que lhes renova a letra com outra equivalente.